# عبد الحي مسلم
عبد الحي مسلّم زرارة هو فنان فلسطيني/أردني. ولد في قرية الدوايمة في الخليل عام 1933 وتوفي يوم 1 آب 2020 في مدينة عمّان. أصبح فناناً بالفطرة ولم يتلقى الفن في معاهده، أقام أكثر من 35 معرضاً فردياً عربياً وعالمياً. كتب عنه العديد من الصحفيين والنقاد في الصحف والمجلات العربية والأجنبية تناولوا تكنيكه الخاص باستخدام خلطة من نشارة الخشب والغراء الذي صنع منه الفنان أجمل لوحاته. أقام في أعقاب مذبحة صبرا وشاتيلا مع ثلاثة وثلاثين فناناً يابانياً معرضاً في مدينة طوكيو موضوعه المذبحة التي حدثت في لبنان في العام 1982.

## نشأته وبداياته الفنية
عن الفنان عبد الحي مسلم كتب الناقد محمد أبو زريق: «من عمق القرية الفلسطينية، خرج عبد الحي مسلم محملا بالأغاني والمواويل والميجنا والعتابا، والتي ستكون عنصرا مهما في أعماله الفنية، وهي أعمال فطرية الطابع، قدمت نفسها بيسر وسهولة، ذلك أنها التزمت بالقضية الفلسطينية إيماناً ذاتياً، ومنهجاً رؤيوياً، فاكتسبت الصدق في الأداء. إنه فنان فطري، عبر عن ذاكرة المكان الفلسطيني بكل أبعاده الميثولوجية والتاريخية، مستحضرا العادات والتقاليد، والشخوص الأسطورية والفلولكلور الشفهي وغير الشفهي، مستفيدا من ذاكرة غنية بتفاصيل الطفولة في القرية الفلسطينية، ومن الشعر والملاحم الشعبية، وأغاني السامر والأعراس، مسجلا كل ذلك بلغة فنية جميلة.»
ولد عبد الحي مسلم عام 1933 في قرية الدوايمة من قضاء مدينة الخليل بفلسطين، وكغيره من الشعب الفلسطيني خرج منها العام 1948 ولما يكمل الخمسة عشر عاماً. اشتغل مسلم بمهن عديدة ولم يفكر يوما بأن يكون فنانا قبل أن يصبح في عقده الرابع، وبعد تعرضه لمسلسل من الفواجع والمنافي. فرغ مسلم انفعالاته في الطين أولا، ومن بعدها في عجينة الغراء والخشب على شكل منحوتات غائرة ونافرة. اشتغل بالجبش الأردني بضع سنوات فبل أن يستقيل ويلتحق بمنظمة التحرير الفلسطينية التي أرسلته وأهله إلى ليبيا. زادت وحشة الصحراء الليبية من وجعه واغترابه، ليكتشف مجالاً مختلفاً للمقاومة من خلال أعمال فنية جميلة وجادة وواصل التجربة. أعماله من النحت البارز والغائر (ريليف)، حيث اكتشف خامته الأثيرة من الغراء والنشارة الخشبية، ومزجها بنسب معينة وعالجها بأدوات نحتية بسيطة و (التي راح فيما بعد يشكل بها الأجساد والأشياء، وأنجز خلال أشهر مجموعة لا بأس بها من الأعمال، التي كانت تجمع في تقنيتها ما بين اللوحة والمنحوتة، وشارك بها في معرض طرابلس الدولي للفن التشكيلي) عام 1971، ومنذ هذا التاريخ بدأ مشواره الفني الطويل.
يكتب أبوزريق «وهكذا يتورط عبد الحي في طريق مفتوح على المجهول، وليس لديه من أسلحة فنية إلا البساطة والفطرة، التي لا تنطلق من أية مرجعية سابقة (لم يدرس الرسم على يد أستاذ من إيطاليا أو من فرنسا فبقيت يده فلسطينية فيها الأصالة ببساطة) لذلك لم يكن غريبا جوابه البليغ لدى سؤاله عن تاريخ ميلاده حينما قال: (ولادتي الحقيقية كانت عام 1970 عندما بدأت أرسم)، وهكذا فان محطته الأولى ستكون طرابلس الغرب، فبيروت ودمشق، ثم متجولا بمعارضه في أنحاء شتى من العالم العربي والعواصم العالمية، مكونا شبكة من العلاقات الفنية على امتداد الكرة الأرضية، وملاقيا الترحيب والاحتفاء بأعماله الفطرية الصادقة، التي تتسلل إلى النفس أيا كان انتماؤها بيسر وسهولة.»

## أعماله
كانت البدايات أعمال بسيطة، مكونة من عنصر إنساني بزي فلسطيني، ثم تطورت اللوحة /النحت لديه، لتعبر عن شخوص ومشاهد ومعارك وتكوينات مركبة، ثم دخلت الرموز والحيوانات الخرافية، وعوالم اسطورية وكتابات شعرية وأغاني وأدوات مختلفة، كالأسلحة والناي والمحراث، وأدوات الحصاد والأواني، والأشجار كالنخيل والصبار والرمان والعنب والزيتون، وكل ذلك وظف في العمل الفني للتعبير عن خطاب جمالي وأيدلوجي، وكلا الخطابين يسند أحدهما الآخر. يعتمد مسلم على فطرته البسيطة وحسه الصادق ولذا فإن أعماله سهلة التلقي، يتذوقها المثقف والإنسان البسيط، ولا تحتاج إلى تكلف في التأويل أو التفسير، وغنية في مدلولاتها وإيحاءاتها. غالبية أعمال الفنان تحكي طفولته في قريته المحتلة (الدوايمة)، وتشرده في المنافي والشتات، وانتهاء بضياع الأحلام وانكسارها، وكل ذلك في شريط من الذكريات المتدفقة والمؤرقة، وقد جبلت بعجينته الذهبية، ليؤرخ ويوثق الخاص والعام، في تلاحم وتلازم بين الفن والإنسان، وهكذا (جاءت أعماله مليئة بالمجاميع البشرية، الأشبه بالطقوس الأسطورية للكنعانيين القدامى، حيث تشهد اصطفافية الشخوص، كما لو أنهم يتحركون ضمن إيقاع واحد....إذ أن لوحته تشكل سردا بصريا لما يتذكره). شخوصه شعبية ويتعامل معها بتعاطف كبير ويطرز الثوب الفلسطيني بالألوان، ويمزج ما بين النص المغنى المكتوب وما بين التكوينات النحتية. مشاهد وخبرات تستند للعادات والتقاليد والتاريخ والمستقبل لها نفس ملحمي معجز. مسلم هو فنان توثيقي بحت ومجموعة أعماله هي مكتبة متكاملة من تاريخ فلسطين التقلدية والشعبية قبل 1948 وتاريخها النضالي والمقاوم بعد 1948. في حوار صحفي يقول مسلم: (لقد عشت بالقرية لمدة خمسة عشر عاما قبل الهجرة، وسعيت لتوثيق ذاكرة تلك القرية، إني أحاول تقديم الذاكرة عبر جل ما أعمل، إنني كل صباح أدخل إلى المحترف وأحس نفسي عائدا إلى القرية، وأتفقد الأعمال المعلقة على الجدران، التي تمثل جزءا من الحياة اليومية الراسخة في الذاكرة).

## المرأة في أعماله
حضور المرأة مكثف في أعمال عبد الحي مسلم: هي الأسطورة والحبيبة والمناضلة والأم والأرض والوطن. هي الحركة والاندفاع والصمود والرجوع والعتاب والجمال. تكوينها عفوي وزيها فلسطيني، وملامحها تتطابق مع ملامح عبد الحي. المرأة في أعماله لهن قدرة لامحدودة، تجاوز آلام الواقع الفلسطيني وتقترب من نساء الأساطير. (ترمز في عمل إلى الأرض، وفي عمل آخر إلى الثورة، وفي ثالث إلى العطاء...هي الخصب والأرض والنضال، تحمل طفلها بيد وبندقيتها باليد الأخرى). يعزز عبد الحي أعماله بالأشعار الشعبية وخاصة التي تجري على لسان النساء في القرية:
أو عندما تحتج على تحول حبيبها عنها:

## نشارة الذهب
اسم أطلقه المخرج محمد مواس على شريط فيديو أنجزه عن بعض أعمال عبد الحي مسلم عام 1986 في دمشق. يقول عبد الحي: «وفعلاً أنا أقدر هذه المادة (نشارة الخشب) وكأنها نشارة من الذهب. تعرفت على هذه المادة عام 1970 عندما بدأت حياتي الفنية، وجاءت من قبيل الصدفة والممارسة، ومنذ ذلك اليوم وللآن لم أستعمل أي مادة بديل عنها، حيث وجدتها مادة جميلة وطيِعة ألوُنها بعد إنجاز العمل أو أتركها على طبيعتها. هذه هي التقنية التي أستخدمها لأنجز أعمالي الفنية، وهي عبارة عن نشارة الخشب ممزوجة بالغراء الأبيض وأقوم بتشكيلها على قطعة خشب تكون محضرة مسبقاً. بخصوص هذه التقنية لم أصادف أحداً من الفنانين الذين التقيت بهم في الوطن العربي أو في العالم يستعمل التقنية بالشكل الذي استعمله، ربما أن أناس يستعملونها ولم يحالفني الحظ بلقائهم.»

## التراث الشعبي الفلسطيني في أعماله
أصدر الفنان كتابه «التراث الشعبي الفلسطيني في أعمال الفنان عبد الحي مسلم زرارة» العام 2005 وفيه ما يزيد على أربعين عملاً مفصلاً بالصورة والنصوص (عربي وإنجليزي وألماني) عن الحياة في القرية الفلسطينية ولا سيما الدوايمة، والأزياء الفلسطينية، والأمثال والأغاني الشعبية. ما بين عتاب وغزل، وحب وشوق، وعودة من الحقول، وعيد الشيجور وغيرها كتب الفنان «جزء من الأعمال التي أنجزتها من مسلسل التراث أعمال ليست بالحجم الكبير، يحتوي كل عمل على شخص أو شخصين أو ثلاثة. هي مستوحاة من الأغنية الشعبية، قمت، أو حاولت، فهم مضمون هذه الأغاني وفيما تتعلق. إن الأشخاص الذي يحفظون هذه الأغاني، نساءً أو رجالاً، يقومون بترديدها في حفلات فردية أو في أيام الحصاد أو في موسم قطف الزيتون أو أثناء حراثة الأرض أو في الدلعونا؟؟. من أغاني السامر، الدبكة والتراويد وحضرا وزريف الطول» ورسم:
خَشَّة الدار، حنَا العروس، زفة العروس على الجمل، العروس في بيت العريس - ليلة الدُخلة، رقصة الصبايا، العريس والعروس، الدبكة الشعبيَّة، الشاعر الشعبي، صيام رمضان، عودة من كروم العنب والتين وغيرها.

## مقالات ودراسات منشورة عن أعماله
من دراسة للفنان إسماعيل شموط، مجلة فلسطين المحتلة، بيروت، عدد284، 7 نيسان/أبريل 1980: «وعلى متن قلبه يسافر وبيديه وعينيه ينقش صور الرحلة الطويلة إلى فلسطين بكل الصدق والوعي حتى يكاد يحفر في عيون مشاهدي أعماله الفنية هوية فلسطينية محددة واضحة ساطعة كالشمس. ذلك هو عبد الحي مسلم ..فنان تشكيلي عربي فلسطيني.. لم يدرس الرسم على يد أستاذ من إيطاليا أو فرنسا فبقيت يده فلسطينية فيها الأصالة ببساطة ....في لوحته المنحوتة وجد عبد الحي مسلم نفسه وعرف كيف يشارك أبناء شعبه آلامه وآماله. واللوحة عند عبد الحي هي منحوتة في الوقت ذاته ولا يهمه ماذا تسمى ...إنه عمل فني تشكيلي ..لوحة بنحت بارز ويكتب على بعضها أشعاراً تارة بالفصحى وأخرى بالعامية وعلى بعضها يكتب خواطره.إنه يسعى لأن تكون كل هذه العناصر وحدة منسجمة لهدف واحد إنه العمل الفني العفوي الصادق الجميل. وقد أدرك عبد الحي عمق العلاقة بين الإنسان الفلسطيني والأرض فجعل الشجرة التي أصبحت في لوحاته وكأنها توقيعه شجرة مقدسة. في أعماله نستشف جذور فننا العربي الأصيل، ولقد تمكن من دمج الرسم بالنحت وأدخل الكلمة المكتوبة ولم يكترث بالمنظور وهي خصائص تميز تراثنا التشكيلي العربي.»
شهادة الكاتب الصحفي محمود اللبدي أثناء حصار بيروت عام 1982، كتاب بيروت 82 الحصار والصمود، دار الجليل، الصفحات 94-100: «كان عبد الحي شجاعا لايخاف الموت وكنت أخاف عليه لشدة عناده كانت لاتهزه قذيفة ولا طائرة ففي أشد أوقات القصف كان يجلس على كرسيه في مدخل البناية التي اتخذها مقرا له لكي يصنع لوحاته دون أن يتحرك له ساكن لم يترك عبد الحي موقعه السابق فكان عندما تقترب الشمس من المغيب يدخل لوحاته إلى الداخل ويحمل رشاشه ويذهب لتسلم واجبه الليلي في الحراسة .... كانت أهم لوحاته هي التي أطلق عليها اسم »مدينة بيروت« والتي لم يتممها وهي عبارة عن ملحمة فنية مكونة من شباب وفتيات يحملون السلاح زنودهم مفتولة وأجسادهم قوية كانت اللوحة تعبر عن الكبرياء والصمود في وجه الغزاة .... كان وجود عبد الحي الفنان بجانبنا على أهمية كبيرة وكان وجوده يعبر عن ظاهرة حضارية لشعب قرر الصمود وقرر الحياة كما أثار وجوده إعجاب جميع من مروا على شارع الإعلام.»
مقالة للكاتبة السورية ناديا خوست، مجلة الموقف العربي، 9 كانون الثاني/يناير 1983: «في بيت الفنان ومشغله وأنت تشرب مزيج الشاي والنعناع تنتبه إلى الفرق بين مزاج الرجل الشعبي الذي يحمل هم الوطن العام وهو يعيش تفاصيل الحياة فلا ينكسر وبين مزاج المثقف الذي تكتظ حوله المجردات فيتلوى على وجوه ذلك الهم ويفقد نضارته ....ينفخ في تلك المادة البسيطة أشكاله ويخلقها ..يدخل الموال في الشكل الفني بما فيه من شعر ومن أصالة روح يدخله في خطوط القامة ورشاقة المرأة وضفائرها ويسحرنا بها...فالجسم الأنثوي الفاتن الذي تستقيم فيه معايير الجمال الحديثة هو جسم فلاحة ثوبها طويل وضفائرها ثخينة جسم يتحرك في أوضاع مستحيلة دون أن يبدو أن ذلك غير حقيقي ودون أن يبدو مجردا باردا أو يفقد حرارته ووضعه الإنساني.»
كتاب د. عز الدين المناصرة، موسوعة الفن التشكيلي الفلسطيني في القرن العشرين، دار مجدلاوي للنشر والتوزيع، عمان: «لا تحتاج لمدخل أيدولوجي أو مدخل ثقافي لقراءة الخطاب التشكيلي للفنان عبد الحي مسلم ...فنان شعبي يقدم لك لوحاته المجسمة بتلقائية مكشوفة ..عبد الحي لا يقتطع الموروث الشعبي ويحولة إلى ديكور استشراقي بل يغوص في نفسه وفي الحياة ليستعيد ملامح شعبية فطرية من الحياة الزراعية في جنوب فلسطين التي عاش طفولته فيها ويعيد نمذجتها واختصارها في رموز شعبية سهلة القراءة. يبتعد عن المنظور الاستشراقي... ليصوغ ذاته بل قاع ذاته الفطرية ..وفق تشريح شعبي أسطوري بكسر الهيئة الواقعية..كذلك يزين ..منحوتاته المجسمة بأبيات من الشعر الشعبي تناسب المقام وهو لا يفتعل أي تحديث صناعي في الخطوط الشعرية بل يتركها كما كان الرسام الشعبي القديم يرسمها في السيرة الشعبية...ولا توجد أية رموزية معقدة في مجسماته بل هي مجموعة من العلامات التقليدية الشعبية. عبد الحي مسلم باختصار فنان بسيط عفوي فطري متوهج وجميل.»
وفي تقديم لمعرض الفنان في دار الكرامة، دمشق، 24 تشرين الثاني/نوفمبر 1990، كتب الناقد محمود خليلي: «وعبد الحي الفنان الفطري لا تلزمه القواعد ولا المدارس الفنية ولم يعر اهتماماً للنتائج الفنية فحسب لأنه اختار فلسطين أولا وفلسطين آخرا ومن محطة إلى أخرى فيها يحط الرحال ويتغير الموضوع لكن الهم واحد والغاية واحدة ...أيقن أن العودة للماضي الثري بتراثه وأصالته فيه محاولة لإيقاظ الذاكرة النائمة وإنقاذ الحاضر وأسعفته بذلك ذاكرته الفوتوغرافية التي أرشفت لكل فصول العمر ...فاستطاع أن يقدم لنا مجموعة ن الأعمال التراثية الهامة التي ترصد عادات القرية الفلسطينية وتقاليدها.» وكذلك كتب الفنان '''نذير نبعة''': «فنان خرج من قلب الثورة الفلسطينية فجأة وبجدية في زمن تاهت فيه الثقافة داخل سراديب المقولات والأفكار وغامت فيه الطرق وانتشرت الثرثرة انتشار الهواء...في مثل هذا الزمان الصعب خرج عبد الحي مسلم منطلقاً مثل إحدى القذائف نظيفاً من كل الشوائب التي علقت بالثقافة والمثقفين حراً بسيطاً واضحاً صادقاً لا يكتسب هذه الصفات الهامة بالجهد بل هي عناصر معدنه تجدها مصورة فيه كإنسان ساكنة في كل إنتاجه الفني الذي يأخذ منك المحبة والإعجاب خارج الأطر السائدة والنظريات الجمالية المتداولة ولكنه يبدع جمالياته الخاصة.»
شارك الفنان الراحل مصطفى الحلاج عبد الحي مسلم إدارة واشتغال المرسم في مخيم اليرموك بدمشق، وكتب عن أعماله للموسوعة الفلسطينية، القسم الثاني الدراسات الخاصة، المجلد الرابع، دراسات الحضارة، الصفحات 920-921: «العمل الفني عند مسلم أداة ووسيلة لتجسيد المفاهيم والقيم والأفكار والقضايا أحياناً خترطريق فيكتب بالخط العادي ما يرغب أن يعبر عنه لا يغلق الدائرة بل يفتحها على أوسع مدى من الإيحاءات ..إنسان شعبي ريفي حتى العظم يملك ذاكرة واسعة وقدرة كبيرة على الملاحظة ويتضح ذلك في أعماله الغنية بالتفاصيل الدقيقة وفي استخدامه الكتابة كثيرا ما يكتب اسم العمل أو اسم الشخص الذي كان موضوع عمله ويكتب داخل نسيج العمل الفني بخط عادي أحيانا كما نمارس الكتابة في حياتنا اليومية وأحياناً بطريقة زخرفية....ووصل إلى مرحلة اتسعت فيها دائرة التعبير لتصبح إنسانية شاملة رابطاً هاجسه النضالي الفلسطيني بالهاجس النضالي العربي والعالمي.»
دراسة الناقد التشكيلي أسعد عرابي، جريدة الحياة، 21 كانون الثاني/يناير 1992، لندن، كتب فيها: «يحافظ عبد الحي في صخب أوروبا على سكينته ويتحرك ضمن إيقاع وجه رسمته ستة عقود منهكة تعكس أقسى معاني التشرد الفلسطيني أعطاه العالم كيساً من الطحين وبحراً من الحزن وتذكرة صالحة لسفرة واحدة فقط. يتكلم عبد الحي بيدين فيهما وشوم زرقاء تحمل أختام نشأته في مدينة قبل أن يغادرها في العام 1948...ونتبين في هذه الوشوم السنبلة الكنعانية ....لوحته ملاذ عرائسه الملونة وملجأ فراديسه التي تخفف عنه وطأة الإحباط حساسيته التشكيلية تتفوق على هاجسه النضالي كما يتجاوز حدسه الإبداعي خطابه السياسي ومضامينه الملتزمة ...ينتسب فنه إلى ما يسمى عادة بالفن البكر غير المثقف ولعله أقرب إلى صيغ التقاليد الشعبية في حالاتها الخام شأنه شأن الرسام الدمشقي المعروف أبو صبحي التيناوي بل قد نجد بعض الاستلهام من صيغه المعروفة خصوصا في مشاهد قصص الحب في الكرمل التي تذكر بقصص عنتر وعبلة ومجنون ليلى وغيرها...ولعل شخوص الإثنين في الأساس قريبة في صياغتها من ملامح شخصيات مسرح خيال الظل.. وأشخاص عبد الحي دلالات معان مطلقة من الحب والقهر والحنين والظلم والفراق وعذاب الوحدة والتشرد يدعمها بكتابات زجلية في غاية العذوبة يقطفها من ذاكرته.»
دراسة د. محمود شاهين، صحيفة تشرين، 20 تموز/يوليو 1989: «أهم ما يميز إنتاج الفنان مسلم التزامه الصادق والحميمي بقضيته الفلسطينية العادلة فقد كرس كافة أعماله الفنية التي تجاوز عددها المئآت لهذه القضية التي لا تزال هم الأمة العربية وجرحها النازف أبداً..ولعل من أهم ما ينفرد به هذا الفنان هو ذاكرته الخصبة وقدرته المتفوقة على على تسجيل علاقة الناس الطيبين ببعضهم وبالأرض والمناخ والبيئة والتراث العربي الفلسطيني القادم من رحم الحياة ..والمستمر فيها عبر مظاهرها المختلفة.»
دراسة للناقد خليل صفية، صحيفة الثورة، دمشق، 2 كانون الثاني/يناير 1983: «قد اتسمت تجربة عبد الحي بشكل عام بشيء من التلقائية التي تطالعنا عادة في إنجازات الفن الشعبي وأخذت مداها العفوي الانفعالي التعبيري ...ذلك أن الفنان في معالجته الطويلة المستمرة وحواره الدائم مع الفنانين ومشاركته في العديد من المعارض الجماعية قد عمل على الخروج نسبياً من دائرة بداياته التي وجدنا فيها نموذجا من نماذج الفن الشعبي ....لكن أين تكشفت لنا الانفعالات والعواطف ...إنها في هذا الزخم اللوني التعبيري البدائي الذي يسكن عناصره ورموزه ...ونراها أيضا محققة بتلقائية وعفوية في العجينة النحتية الطرية كالطين خلال الإنجاز والتي يتعامل معها بمنتهى البساطة ...يقف عبد الحي في طليعة الفنانين العرب الفلسطينيين القادرين على الدفاع عن قضية العرب الأولى بأسلوب خاص له جذوره التاريخية ...إنه نموذج لجيل كامل الفنانين الفلسطينيين المعاصرين.»
دراسة للناقد محمد خير محظية، التشكيل الفلسطيني المعاصر، الجزء الأول، 13 تشرين الأول/أكتوبر 1997: «هكذا بدأ مسلم يعمل وينتج فنه بدأ مغامرا وهو يعود إلى الفترة التي عاشها في فلسطين ومستوحيا النموذج الحي لتلك الأيام ..وفي عمله هذا عكس الحس الذي يعيش بداخله والحلم الذي يحياه بألم ..الفن عند مسلم هو كيف يعبر عنه كما هو ..فالبيئة المحلية هي التي تنتج شكل وروح هذا الفن وما دام يعيش ذكرياته وأحلام طفولته الغارقة في رحيق الماضي فإن فنه سيكون ضمن هذه الرؤية المفتوحة.»
مقالة للناقد والفنان حسين دعسة،  جريدة الرأي الأردنية، 31 كانون الثاني/يناير 2001: «ينساب التراث بهدوء وجمال عفوي إلى لوحات ومحفورات مسلم الذي تلمس بيديه حساسية الأشكال وقيمها الجمالية ...كونها جاءت عبر تراكم التجربة الحياتية فهو يقول: إن الرسم أولا قد جعله يجسد ويشخص الكثير من مراحل عمله وفنه فيرى نفسه داخل معالم التراث الذي عايشه في بيت جده وأهله حيث تذكارات البيارة والبيدر والعرس وصورة الأم في ثوبها المطرز وعالمها الأنثوي المشبع بملامح الوطن والأرض والإنسان ..ولهذا نرى البعد التراثي قد ساد في منجزه الجمالي بعيدا عن التقييم الذاتي الذي يحاول بعض الفنانين تغريبه وإخفاء معالمه الرئيسية.»
دراسة نقدية للشاعر يوسف عبد العزيز، مجلة عمان، عدد87، أيلول/سبتمبر 2002، عمان: «استمدت مشاغل الفنان الأولى مادتها من أجواء الفلكلور الفلسطيني وانفتحت لوحاته على جو القرية الفلسطينية فأخذ يرسم كل شيء فيها ....لم يكن استبطان عوالم الفلكلور سوى البداية التي انطلق منها الفنان فقد أخذ يمتد بفنه إلى المناطق العميقة في طبقات الروح الفلسطينية فاستلهم التراث الكنعاني بكل ما فيه من خصوبة وأساطير ....فهناك ثمة تشكلات مختلفة للبعل راكب الغيوم هناك المراكب القديمة التي تشق عباب الماء النساء التي يطرن أو يتحولن إلى أشجار في اللوحات هناك احتفاء خاص بالمرأة التي تنهض بكامل فتنتها واكتنازها كصورة أخرى للأرض.»

## معارض
عرضت أعمال عبد الحي مسلّم في معارض شخصية وجماعية عالمية. من آخرها بينالي الشارقة للفنون ومعرضاً شخصياً في الشارقة كذلك، ومعارض في المتحف الوطني الأردني للفنون الجميلة ودارة الفنون ورابطة الفنانين التشكيليين ودار الأندى وجاليري زارة وكلها في مدينة عمان حيث يقيم. كذلك عرضت أعماله في معرض جان جينيه في مدينة نوتنغهام في المملكة المتحدة، وفي متحف نيو ميوزيوم بمدينة نيويورك في معرضي «هنا وهناك» ومعرض «دليل المتوتر واللامتعمد من حب الأرض» من تنسيق الفنانة آلاء يونس والتي تعمل معه على توثيق أعماله وجمع ورقمنة وثائقه منذ العام 2003.

## وفاته
تُوفي في 1 آب (أغسطس) 2020 في العاصمة الأردنية عمّان، عن عمرٍ يناهز 87 عامًا، وكان قد نعته وزارة الثقافة الفلسطينية.